# Sypna rubrizona
Sypna rubrizona là một loài bướm đêm trong họ Erebidae.